# Elżbieta Achinger
Elżbieta Jadwiga Achinger z domu Sapińska (ur. 8 czerwca 1957 w Krakowie) – polska polityk, przedsiębiorca, działaczka samorządowa i społeczna, posłanka na Sejm VII kadencji, od 2024 wicewojewoda małopolski.

## Życiorys
Urodziła się jako córka Eugeniusza i Janiny. W 1979 ukończyła studia prawnicze na Wydziale Prawa i Administracji Uniwersytetu Jagiellońskiego. Przez kilkanaście lat pracowała jako kurator sądowy w Krakowie. W latach 90. zajęła się prowadzeniem działalności gospodarczej w ramach spółki prawa handlowego. Zaangażowała się w działalność społeczną. Została prezeską Stowarzyszenia Muzycznego Chór Camerata w Wieliczce. Podjęła też działalność na rzecz seniorów, była założycielką stowarzyszenia Wielicki Uniwersytet Trzeciego Wieku, którego została prezeską. Została też członkinią Małopolskiej Rady ds. Senioralnych.
W latach 2002–2006 zasiadała w radzie miejskiej Wieliczki. W 2006 bez powodzenia kandydowała z lokalnego komitetu wyborczego do rady powiatu wielickiego. W kolejnych wyborach samorządowych w 2010 uzyskała z ramienia Platformy Obywatelskiej mandat radnej sejmiku małopolskiego IV kadencji.
Rok później z listy PO wystartowała w wyborach parlamentarnych. Uzyskała 9273 głosy w okręgu tarnowskim, zajmując pierwsze niemandatowe miejsce. Posłanką została 11 lipca 2012, zastępując Aleksandra Grada. Bez powodzenia kandydowała w wyborach do Parlamentu Europejskiego w 2014. W wyborach w 2015 nie uzyskała poselskiej reelekcji. W 2018 powróciła w skład sejmiku małopolskiego na okres VI kadencji. W 2023 bezskutecznie startowała do Sejmu z ramienia Koalicji Obywatelskiej. W styczniu 2024 powołana na stanowisko pierwszego wicewojewody małopolskiego.